# Guenoa
Les Guenoas étaient des indigènes qui vivaient nomades sur les terres des actuels Uruguay et angle sud-ouest du Rio Grande do Sul, État du Sud du Brésil. Leurs territoires s'étendaient jusqu'à l'Océan Atlantique. C'étaient des Charruas septentrionaux.